# Polska służba zdrowia w bitwie o Monte Cassino
Polska służba zdrowia w bitwie o Monte Cassino – polska wojskowa służba medyczna w kampanii włoskiej, w specyficznych warunkach bitwy o Monte Cassino – w terenie górskim, silnie ufortyfikowanym i zaminowanym – oparta na zmodyfikowanych zasadach medycyny wojskowej.

## Przygotowanie kadry wojskowych służb medycznych
W czasie II wojny światowej, w tym również pod Monte Cassino, służbę medyczną pełnili liczni wychowankowie powołanego w 1930 roku Centrum Wyszkolenia Sanitarnego (CWSan). Szkolenia dotyczące zagadnień wojskowych i wojskowo-medycznych odbywały się w Centrum, a zagadnień medycznych na Wydziale Lekarskim lub Farmaceutycznym Uniwersytetu Warszawskiego. Część szkoleń prowadzono w Szpitalu Ujazdowskim. Kursy specjalistyczne w zakresie traumatologii (m.in. systematyczne kursy dla wojskowych lekarzy rezerwy) były prowadzone w warszawskim Instytucie Chirurgii Urazowej, zorganizowanym przez Tadeusza Sokołowskiego (późniejszego uczestnika walk pod Monte Cassino).
W latach 1930–1939 nominowano 474. oficerów i 400. zawodowych podoficerów sanitarnych oraz przeszkolono ok. 2. tys. podchorążych rezerwy. Spośród wyszkolonych oficerów 466. przeszło do czynnej służby wojskowej – część z nich, różnymi szlakami wojennymi, trafiła na front włoski. 
Po wybuchu wojny kadry służb medycznych (m.in. Polskich Sił Zbrojnych na Zachodzie) były kształcone m.in. na zorganizowanym przez Antoniego Jurasza Polskim Wydziale Lekarskim Uniwersytetu w Edynburgu (Szkocja), który działał w latach 1941–1949.

## Standardowa procedura postępowania medycznego w warunkach walki

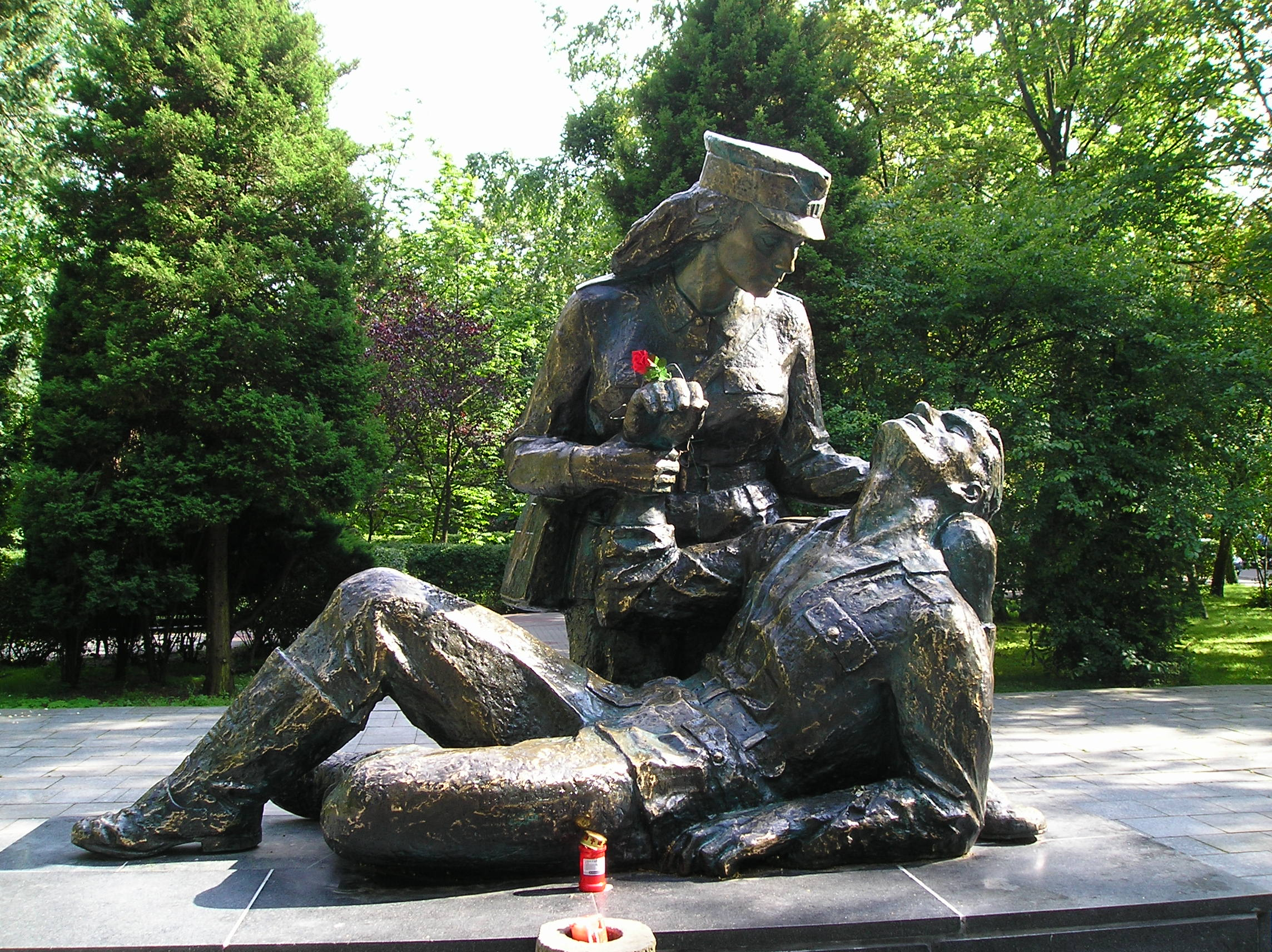
Upamiętnienie działań sanitariuszek w bitwie o Kołobrzeg (etap II standardowej procedury postępowania medycznego na wszystkich frontach w warunkach walki)

Zgodnie z doktryną wojskowej służby zdrowia w warunkach wojny niezbędne jest, poza dyscypliną wojskową, zachowanie zasady etapowości. Dyscyplina obejmuje w tym przypadku obowiązek ścisłego przestrzegania ustalonych zasad postępowania lekarskiego w każdym przypadku medycznym na kolejnych etapach. Pozwala to wyeliminować konieczność konsultacji między pracownikami służb medycznych, udzielającymi pomocy na poszczególnych etapach procedury (np. pytań w szpitalu pozafrontowym o rodzaj leków podanych na pierwszej linii frontu). Standardowa procedura postępowania medycznego w warunkach walki obejmuje: 
- etap I – założenie własnego opatrunku przez rannego,
- etap II – przedlekarską pomoc sanitariusza, np. poprawienie opatrunku, unieruchomienie złamanych kończyn, podanie leku przeciwbólowego,
- etap III – działania szpitala polowego, czyli pierwsza pomoc lekarska, m.in. amputacje, nastawianie złamań, kroplówki,
- etap IV – działania specjalistycznych Szpitali Wojennych, zlokalizowanych na tyłach.

Procedury chirurgiczne opisał m.in. Tadeusz Sokołowski, który opublikował (przed wojną i w czasie jej trwania) np. prace:
- Chirurgia wojenna. Podręcznik (Warszawa, 1931),
- Leczenie powikłanych złamań kości (Warszawa, 1939),
- Przetaczanie krwi (Palestyna, 1943),
- Leczenie ran kostno-stawowych kończyn w warunkach wojennych (Jerozolima, 1943).

## Pomoc medyczna w bitwie pod Monte Cassino
Specyfika bitwy (skomasowany atak w terenie górskim, ufortyfikowanym wieloma betonowymi bunkrami, gęsto zaminowanym) sprawiała, że standardowa procedura postępowania nie mogła być zastosowana – sanitariusze udzielający pomocy przedlekarskiej (etap II) nie mogli zapewnić rannym szybkiego transportu do szpitali polowych (etap III). Za niezbędne uznano modyfikacje procedury, polegające na rozszerzeniu zakresu pomocy medycznej w etapie II. Powołano jednostki, w których skład wchodzili lekarze – np. Wysunięty Punkt Opatrunkowy, Polowe Czołówki Chirurgiczne oraz Transfuzyjne. Zmodyfikowana procedura oraz jakość opieki medycznej na każdym z etapów sprawiła, że odsetek „nieodwracalnych strat sanitarnych” był bardzo mały (zmarło zaledwie 4,3% rannych). 

### Etap I i II – pomoc medyczna na polu walki

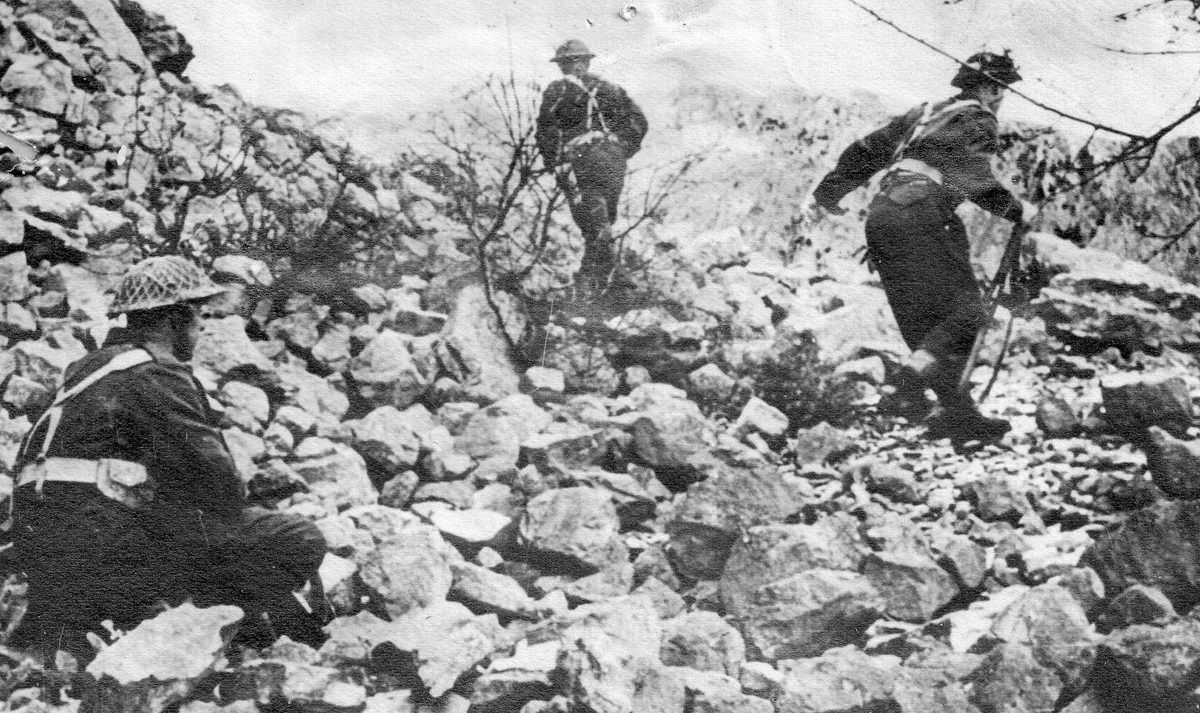
Polscy żołnierze w bitwie o Monte Cassino

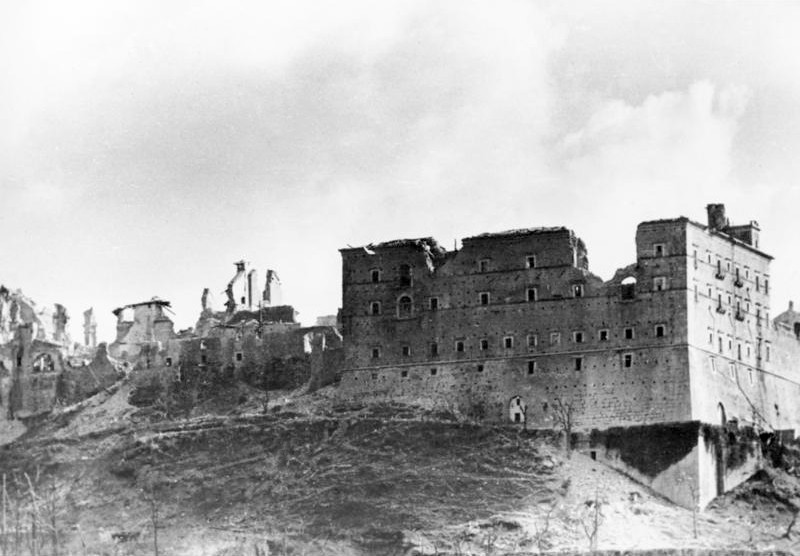
Ruiny klasztoru Monte Cassino

W czasie pierwszej doby intensywnego natarcia 2 Korpusu Polskiego na klasztor (11–12 maja 1944) tak rozszerzony II etap procedury realizowano w Wysuniętym Punkcie Opatrunkowym. Został zorganizowany w zrujnowanym domku w tzw. „dolinie śmierci” (u stóp wzgórza). W skład ekipy medycznej wchodził ppor. lek. Alfons Wawrzyniak (dowódca plutonu 2. VI Kresowej Kompanii Sanitarnej). W czasie pierwszej doby natarcia przez ten punkt przeszło ok. 40% atakujących (liczba rannych i poległych wyniosła ok. 500). W kolejnej dobie ekipę dra Wawrzyniaka zluzował 3. Pluton Sanitarny.
Komendantem Czołówki Chirurgicznej nr 350 był por. lek. Adam Majewski (lekarz 3. Batalionu Strzelców Karpackich, kierownik Specjalistycznego Szpitala Wojskowego nr 4).
Niektóre z Czołówek Chirurgicznych były zorganizowane w samochodach, w których można było uruchomić 2 sale operacyjne z pełnym wyposażeniem. W skład ekipy takiej Czołówki wchodził chirurg, anestezjolog i ok. 10. podoficerów i szeregowych sanitarnych. Stosowano nowoczesne wówczas środki przeciwdziałające wstrząsom pourazowym i bakteryjnym oraz penicylinę, środki krwiozastępcze (niekiedy krew), morfinę (w metalowych tubkach z jałową igłą, zawierających 7 mg leku).

### Etap III – szpitale polowe
W szpitalu polowym wykonywano nie tylko rutynowe zabiegi, zgodne ze standardowym zakresem czynności na III etapie postępowania medycznego (np. doraźne amputacje, drenaż opłucnej, kroplówki). Działał tu również psycholog, ułatwiający żołnierzom wyjście z głębokiego stresu po „chrzcie bojowym”, prowadzącego do prób samobójczych lub dezercji (w przypadkach dezercji egzekucje były wykonywane sporadycznie). Po wyleczeniu żołnierze wracali na linię frontu. Rannych wymagających leczenia specjalistycznego przewożono do szpitali IV etapu (transport samochodowy lub lotniczy).

### Etap IV – szpitale specjalistyczne
Rannych, którzy wymagali dłuższej opieki specjalistycznej przewożono do szpitali zlokalizowanych na dalekich tyłach, np.:
- Szpitala Wojennego nr 4, dowodzonego przez por. lek. Donata Massalskigo i por. lek. Adama Majewskiego (lekarz 3. Batalionu Strzelców Karpackich),
- Szpitala Wojennego nr 5 w Casamassima, dowodzonego przez płk lek. Tadeusza Sokołowskiego[c][3][4][1].
- Szpitala Wojennego nr 3 w Palagiano, dowodzonego przez ppłk. lek. Józefa Oktawca.

W czasie bitwy o Monte Cassino rannych przywożono do szpitala nr 5 ciężarówkami, których liczba była tak duża, że główna droga w Casamassima bywała zablokowana po kilka godzin. Pamięć o tym Szpitalu jest w Casamassima pielęgnowana przez ludzi, którzy gromadzą zdjęcia i inne pamiątki, organizują wystawy i spotkania, opiekują się Polskim Cmentarzem Wojennym; udało się im ustalić kilka nazwisk członków personelu szpitala:

…dr Jerzy Kanarek, chirurg z Krakowa, dr pułk. Adam Sołtysik, dr Pajes, z pochodzenia Włoch, siostra szp. Ela Szawernianka, siostra przełożona mjr Julia Nenko, dr Litchman, dr Irena Kocowicz, dr Kryński, specj. oddz. rentgena, sanitariusz Marian Juras, dr Adam Gołębiowski, dr Zygmunt Popławski, dr Czesław Szolin, dr Józef Grunhut, dr Jan Abramski, dr Max Tanzer, dr Julian Maj, siostra Julia Skwarecka. [Chabrowka, 2007].

## Jednostki służb medycznych pod Monte Cassino
W skład służb medycznych 2 Korpusu Polskiego wchodziły m.in.:
- Szefostwo Służby Zdrowia 2 Korpusu Polskiego
- Polowe Czołówki Chirurgiczne (ang. Field Surgical Unit) Nr 345, 346, 347, 348, 350 (50, "B") i 351,
- Polowe Czołówki Transfuzyjne Nr 349 i 352,
- Składnica Materiałów Sanitarnych Nr 344 z Sekcją Ruchomą (Czołówka),
- 31 Kompania Sanitarna – kpt. lek. Tadeusz Tenderenda,
- 32 Pluton Higieny Polowej,
- 34 Sekcja Przeciwmalaryczna,
- Polowa Pracownia Bakteriologiczno-Chemiczna.